# Палтога

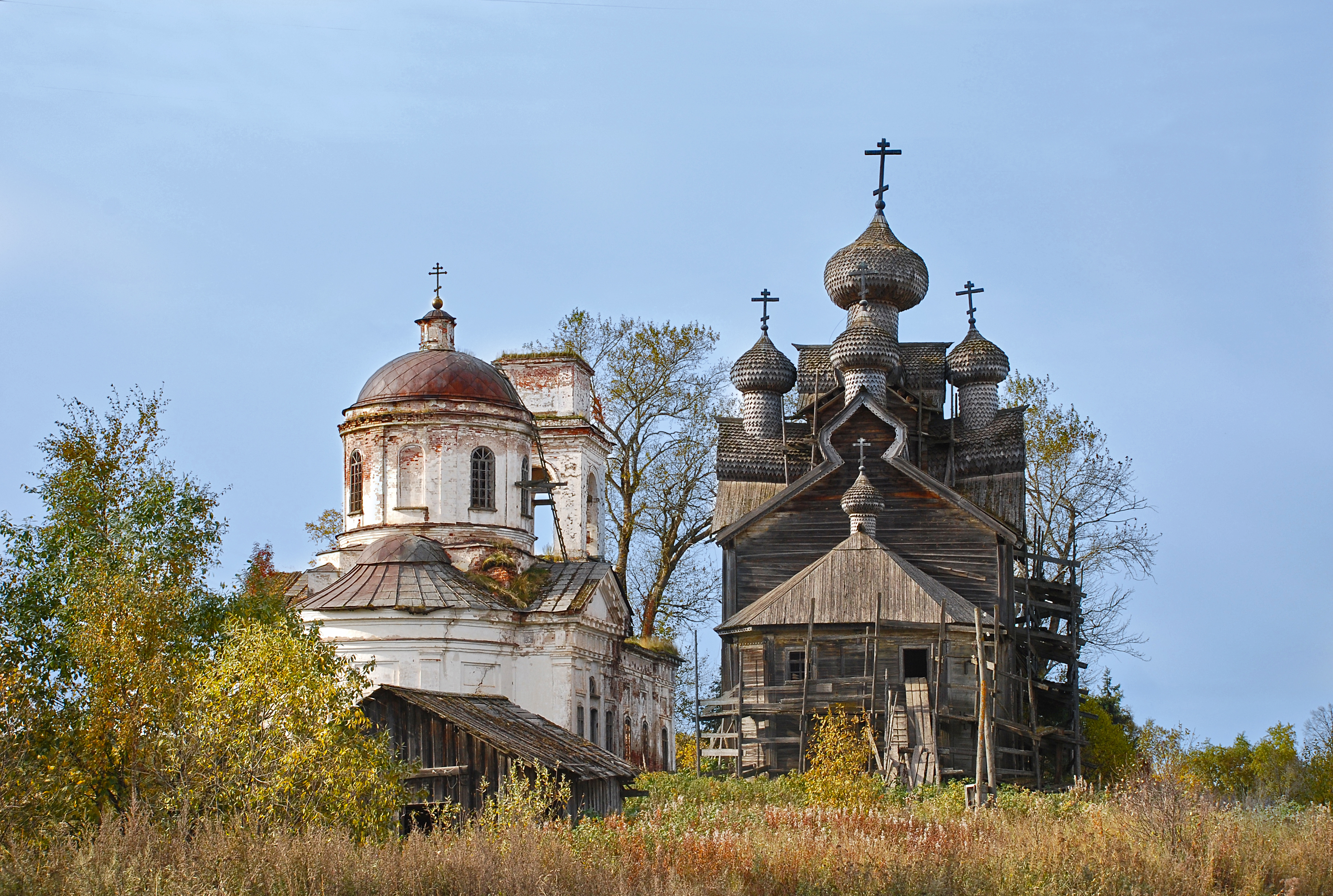
Знаменська церква в Палтозі

Палтога — сільце у Витегорському районі Вологодської області. Є адміністративним центром Казаковського сільського поселення з точки зору адміністративно-територіального поділу. Головою сільського поселення є Раїса Борисівна Орлова.

## Історія
Село було утворене 27 червня 2001 року в результаті об'єднання сіл Акулово, Арістово, Васюково, Казаково, Коробейніково, Кузнецово, Палтозький Перевоз, Рухтіново, Семеново, Сухарево, Троніно, Угольщина, Чебаково і Яшково. Від колишнього села Казакова Палтога «успадкувала» статус центру сільради та код ЗКАТУ.

## Розташування
Розташоване на трасі Р-37. Відстань по автодорозі до районного центру Витегри — 17 км. Найближчі населені пункти — Єжини (6 км), Кюршево (4 км) і Новинка (6 км).

## Населення
За Всеросійським переписом 2002 року населення Палтоги становить 295 осіб (135 чоловіків, 160 жінок). Переважаюча національність — росіяни (99 %).

## Установи міста
У населеному пункті діє Палтозька основна загальноосвітня школа; а також бібліотека, будинок культури, поштове відділення і дві торгові точки.

### Церкви
На території Палтоги знаходяться два православних храми: Церква Богоявлення Господнього (1733 року) і Церква Ікони Божої Матері Знамення (1810 року). Дерев'яна Богоявленська церква почала реставруватися в 1990-х рр., проте необхідні роботи так і не були закінчені, що призвело до обвалення храму 27 січня 2009 року.

## Відомі уродженці
- Сепсякова Тетяна Федорівна[ru] (1927–1981) — радянський карельський педагог. Народний вчитель СРСР (1980).